# Préambule de la Constitution de la Cinquième République française
Le préambule de la Constitution de la Cinquième République française est un texte d'introduction à la Constitution française. Sa portée juridique réside principalement dans des renvois à la Déclaration des droits de l'homme et du citoyen de 1789, au préambule de la Constitution du 27 octobre 1946 et, depuis 2005, à la Charte de l'environnement, intégrant ainsi ces textes au bloc de constitutionnalité.

## Texte
Version actuelle telle que modifiée par la Loi constitutionnelle no 2005-205 du 1er mars 2005
« Le peuple français proclame solennellement son attachement aux Droits de l'Homme et aux principes de la souveraineté nationale tels qu'ils ont été définis par la Déclaration de 1789, confirmée et complétée par le préambule de la Constitution de 1946, ainsi qu'aux droits et devoirs définis dans la Charte de l'environnement de 2004.

En vertu de ces principes et de celui de la libre détermination des peuples, la République offre aux territoires d'Outre-Mer qui manifestent la volonté d'y adhérer des institutions nouvelles fondées sur l'idéal commun de liberté, d'égalité et de fraternité et conçues en vue de leur évolution démocratique. »
— Préambule de la Constitution
Version d'origine
« Le Peuple français proclame solennellement son attachement aux Droits de l'Homme et aux principes de la souveraineté nationale tels qu'ils ont été définis par la Déclaration de 1789, confirmée et complétée par le préambule de la Constitution de 1946.

En vertu de ces principes et de celui de la libre détermination des peuples, la République offre aux territoires d'outre-mer qui manifestent la volonté d'y adhérer des institutions nouvelles fondées sur l'idéal commun de liberté, d'égalité et de fraternité et conçues en vue de leur évolution démocratique. »
— Préambule de la Constitution (version d'origine)

## La portée juridique du préambule
Le Conseil constitutionnel français a intégré la Déclaration des droits de l'homme et du citoyen de 1789 et le préambule de la Constitution de 1946 dans le droit constitutionnel français au vu de la référence donnée par le préambule de la Constitution de 1958.  
C'est la décision historique « Liberté d'association » du 16 juillet 1971 qui a fait entrer le Préambule dans le bloc de constitutionnalité. Les dispositions jugées « suffisamment précises » sont désormais directement applicables au même titre que les dispositions de la Constitution proprement dite. Le conseil constitutionnel avait précédemment ouvert un premier pas en ce sens avec la décision sur le traité de Luxembourg un an plus tôt (70-39 DC).
Le rajout de la charte de l'environnement, selon les auteurs Carcassonne et Guillaume, crée une contradiction car le peuple français ne fut pas consulté sur sa présence au préambule.
Le second alinéa du préambule est consacré à la communauté française qui ne s'appliqua pas. La mention fut maintenue pour d'éventuels référendums dans les territoires d'outre-mer.

## Projet de réforme en 2008
Le 11 janvier 2008, le président de la République annonce qu'il a « demandé à Simone Veil de mener un grand débat national pour définir les nouveaux principes fondamentaux nécessaires à notre temps, les inscrire dans le Préambule de la Constitution. La diversité fait partie de ces nouveaux principes à mettre en œuvre. La diversité, elle ne peut pas se faire sur une base ethnique, aussi bien pour des raisons éthiques que pratiques, mais elle doit aboutir à la représentation de la diversité dans toutes ses composantes, la fonction publique doit servir de modèle et de leader en la matière. ». Le décret du 9 avril 2008 portant création d'un comité de réflexion sur le Préambule de la Constitution, qui prévoit la remise d'un rapport avant le 30 juin, suscite l'opposition d'Anne-Marie Le Pourhiet, qui y voit un risque de « saper le principe d'égalité de tous devant la loi ».
Le comité remet son rapport le 17 décembre 2008. Selon ce rapport, « il apparaît au comité que la Constitution et la jurisprudence du Conseil constitutionnel laissent au législateur d'importants espaces de liberté pour agir contre ce que l'on pourrait appeler la ségrégation réelle »; le comité de réflexion « n'a jugé ni souhaitable ni utile de proposer d'importants enrichissements du Préambule » s'agissant des droits fondamentaux.